# James Dasaolu
James Dasaolu (ur. 5 września 1987 w Croydon) – brytyjski lekkoatleta specjalizujący się w biegach sprinterskich, olimpijczyk.
Półfinalista biegu na 100 metrów podczas mistrzostw Europy w Barcelonie (2010). W 2012 startował na igrzyskach olimpijskich w Londynie, na których dotarł do półfinału 100 metrów. Na początku 2013 zdobył srebro halowych mistrzostw Europy w biegu na 60 metrów. W tym samym był ósmy w biegu na 100 metrów podczas mistrzostw świata. Mistrz Europy na dystansie 100 metrów z Zurychu (2014). Dwa lata później sięgnął po brąz mistrzostw Europy w biegu rozstawnym 4 × 100 metrów.
Medalista mistrzostw Wielkiej Brytanii oraz reprezentant kraju na drużynowych mistrzostwach Europy.

## Osiągnięcia
| Rok  | Impreza                                 | Miejsce        | Konkurencja             | Lokata     | Wynik |
| ---- | --------------------------------------- | -------------- | ----------------------- | ---------- | ----- |
| 2010 | Mistrzostwa Europy                      | Barcelona      | bieg na 100 metrów      | półfinał   | 10,31 |
| 2012 | Igrzyska olimpijskie                    | Londyn         | bieg na 100 metrów      | półfinał   | 10,18 |
| 2013 | Halowe mistrzostwa Europy               | Göteborg       | bieg na 60 metrów       | 2. miejsce | 6,48  |
| 2013 | Superliga drużynowych mistrzostw Europy | Gateshead      | sztafeta 4 × 100 metrów | 1. miejsce | 38,39 |
| 2013 | Mistrzostwa świata                      | Moskwa         | bieg na 100 metrów      | 8. miejsce | 10,21 |
| 2014 | Mistrzostwa Europy                      | Zurych         | bieg na 100 metrów      | 1. miejsce | 10,06 |
| 2014 | Puchar interkontynentalny               | Marrakesz      | bieg na 100 metrów      | 1. miejsce | 10,03 |
| 2015 | Mistrzostwa świata                      | Pekin          | bieg na 100 metrów      | eliminacje | 10,13 |
| 2016 | Halowe mistrzostwa świata               | Portland       | bieg na 60 metrów       | półfinał   | DSQ   |
| 2016 | Mistrzostwa Europy                      | Amsterdam      | sztafeta 4 × 100 metrów | 1. miejsce | 38,17 |
| 2016 | Igrzyska olimpijskie                    | Rio de Janeiro | bieg na 100 metrów      | półfinał   | 10,16 |
| 2017 | Mistrzostwa świata                      | Londyn         | bieg na 100 metrów      | półfinał   | 10,22 |

## Rekordy życiowe
- Bieg na 60 metrów (hala) – 6,47 (2014)
- Bieg na 100 metrów – 9,91 (2013)